# Andrea Tišma
Andrea Tišma (* 15. April 2003 in Belgrad) ist eine serbische Volleyballspielerin, die auch die kroatische Staatsangehörigkeit hat.

## Karriere
Tišma begann ihre Karriere 2019 beim serbischen Verein Crno Bele 011. 2020/21 spielte die Zuspielerin für OK Partizan Belgrad. Danach wechselte die Juniorennationalspielerin in die Schweiz zu VBC Voléro Zürich. In der Saison 2022/23 spielte sie für den Nachfolgeverein Volero Le Cannet in Frankreich. 2023/24 war sie bei NOVA KBM Branik in Slowenien aktiv. 2024 wurde Tišma vom deutschen Bundesligisten SC Potsdam verpflichtet.